# Blanche-Nuit
Pour plus de détails, voir Fiche technique et Distribution.
Blanche-Nuit, ni l'inverse, ni le contraire est un film français réalisé par Fabrice Sebille, sorti en 2013.

## Synopsis
Arthur veut devenir policier pour retrouver son père, l’Ennemi Public n°1 surnommé «La Malice». Il infiltre le Collectif Poing Noir, d'artistes ultra gauchistes, en se faisant passer pour un comédien auprès de leur égérie, Blanche Rippolin.

## Fiche technique
- Réalisation, scénario : Fabrice Sebille
- Directeur de la photographie : Bernard Gemahling
- Assistant réalisateur :
- Musique : Benjamin Farley, Guillaume Farley
- Affiche du film :
- Production : Nicolas Lesoult, Les Films de la Butte
- Tournage:
- Sortie: 10 avril 2013

## Distribution
- Fabrice Abraham : Arthur
- François Berléand : La Malice
- Bruno Lochet
- Julie Ferrier : Mrs. Klimt / Mme Moulinette
- Frédéric Bouraly : L'homme d'intérieur
- Les Chiche Capon : Collectif Poing Noir
- Yannick Choirat
- Pascal Demolon : Le commissaire Moulinette
- Philippe Duquesne : Le lieutenant Gégé
- Atmen Kelif
- Jean-Marie Lecoq
- Arnaud Maillard : Minard
- Delphine Rollin : Blanche Rippollin
- Bruno Salomone : Le cow-boy
- Damien Witecka
- Benoit Blanc : Le galeriste

## Promotion
Pour la sortie du film, la production a fait appel à un Crieur public.

## Réception
- Télérama: "L'expérience se veut originale, gentiment loufoque. Elle l'est… au début. Puis les maladresses l'emportent, les scènes redondantes et les gags qui tombent à plat."[2]
- Première: "Blanche Nuit aligne les saynètes absurdes, pastichant de son mieux le Mocky de La Cité de l'indicible peur. Si certains acteurs s'en sortent bien (Duquesne et Demolon, parfaits), l'ensemble manque de force."[3]
- Le Monde: "Bricolé, sans moyens (l'interprète le plus connu de la distribution est Philippe Duquesne, ici avec Delphine Rollin), Blanche nuit porte haut le drapeau du cinéma fait entre copains, envers et contre tout."